# کرپریش-ا-بوا
کرپریش-ا-بوا (به فرانسوی: Kerprich-aux-Bois) یک کمون در فرانسه است که در Canton of Sarrebourg واقع شده‌است.

## خصوصیات
کرپریش-ا-بوا ۶٫۴۵ کیلومترمربع مساحت و ۱۳۱ نفر جمعیت دارد و ۲۸۰ متر بالاتر از سطح دریا واقع شده‌است.